# Sphagnum novo-guineense
Sphagnum novo-guineense är en bladmossart som beskrevs av Fleischer och Warnstorf 1911. Sphagnum novo-guineense ingår i släktet vitmossor, och familjen Sphagnaceae. Inga underarter finns listade i Catalogue of Life.